# Скельний гак

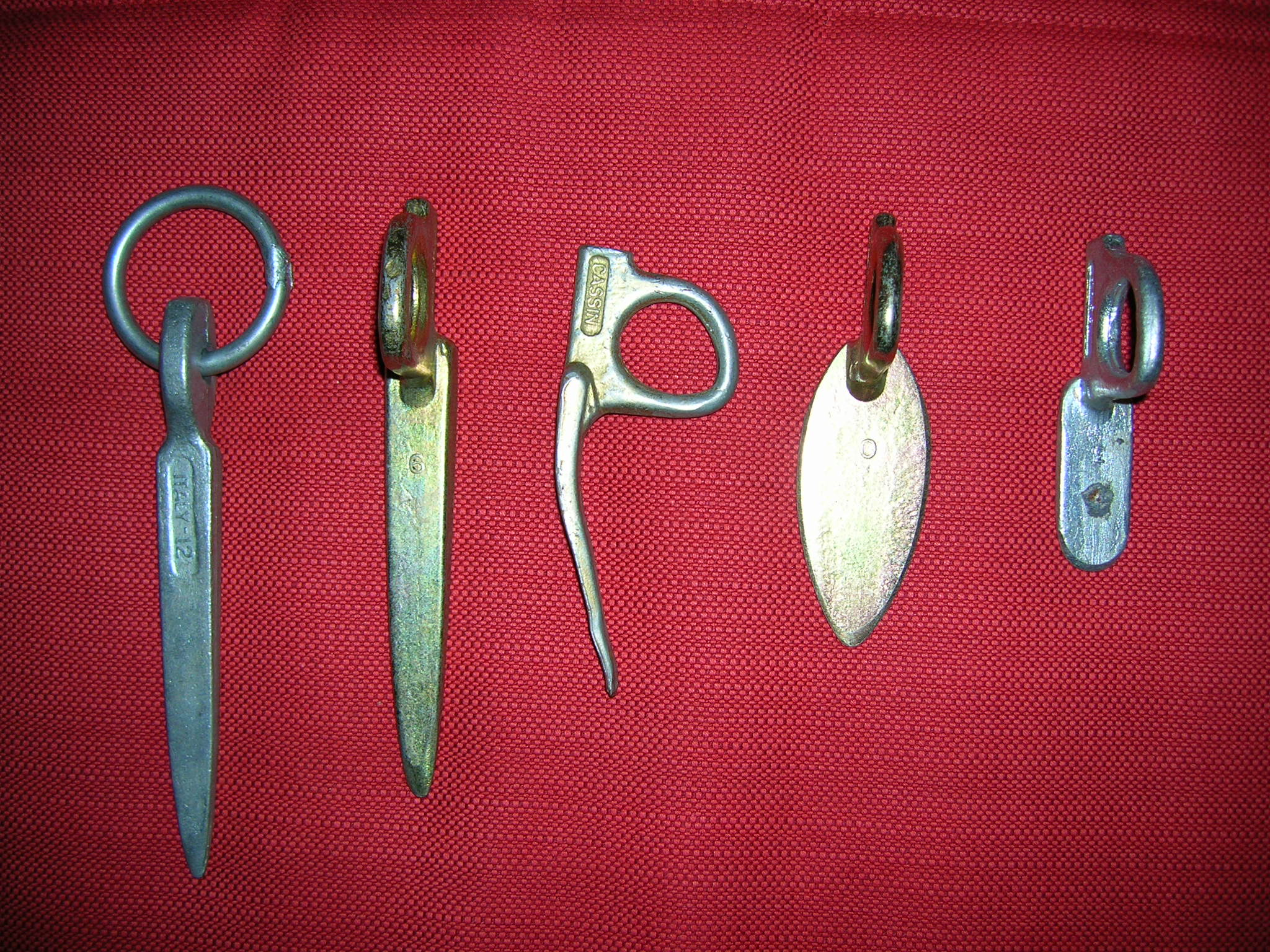
Різні типи скельних гаків

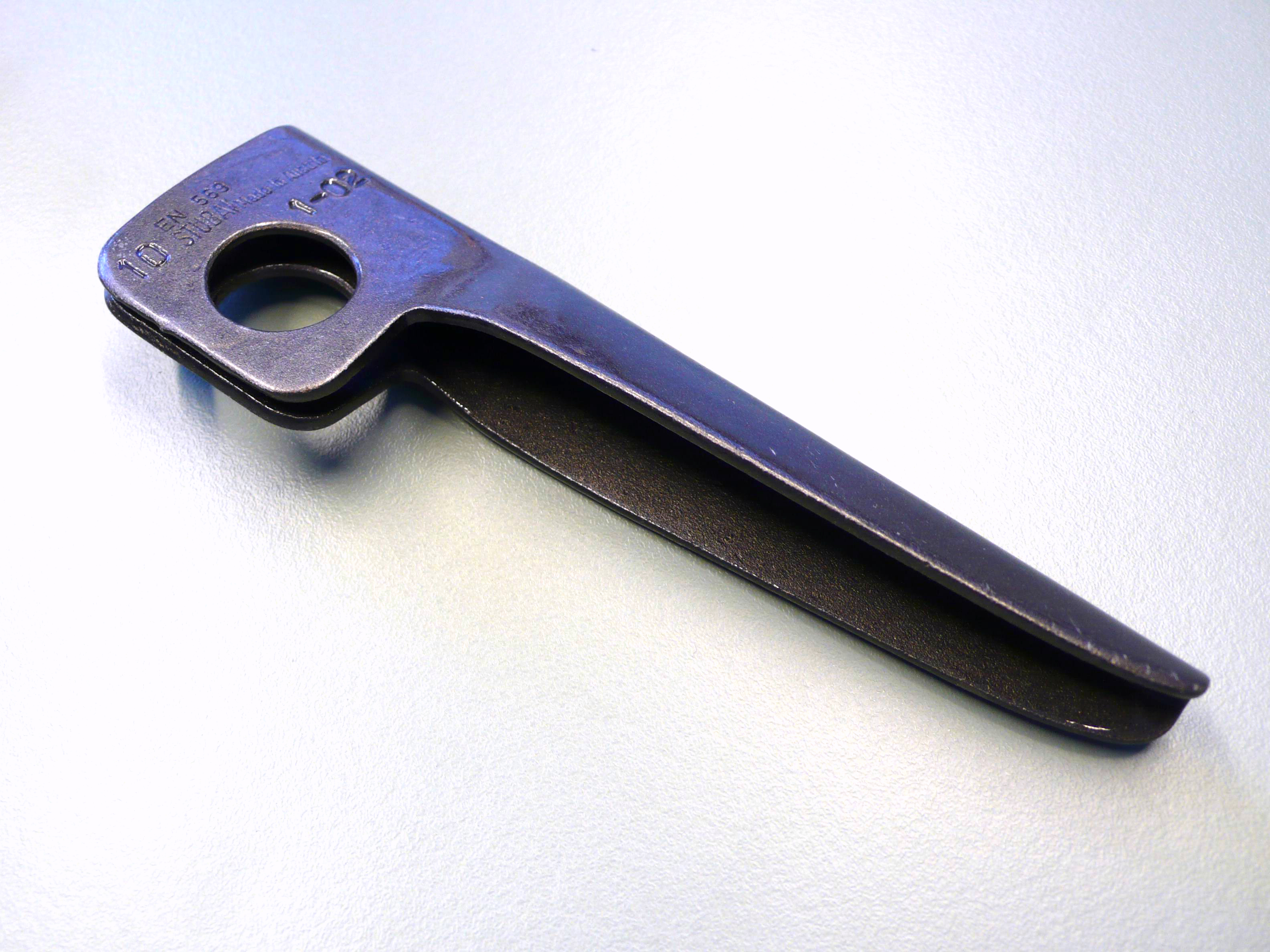
Скельний гак для широких тріщин

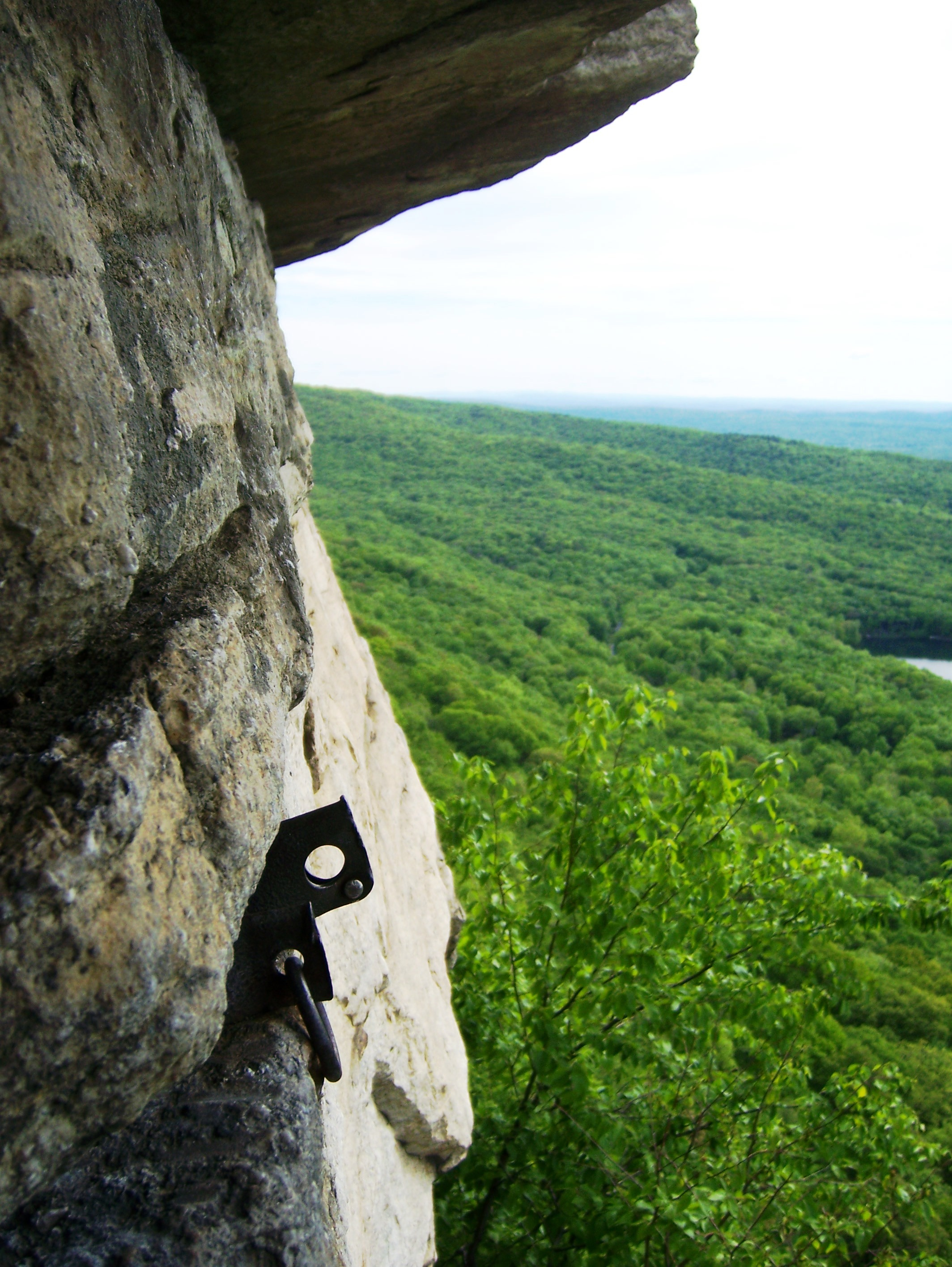
Старовинний скельний гак, вбитий постійно на скелі для скелелазіння

Скельний гак — різновид альпіністського спорядження для забезпечення страховки на скелях.

## Види скельних гаків
Скельний гак являє собою металеву пластину з вушком на кінці, в яку вклацується карабін, а через нього пропускається страхувальна мотузка.
Скельні гаки бувають різної товщини, форми і довжини для того, щоб їх можна було підібрати під наявні в скелі тріщини.
Скельний гак для широких тріщин має форму швелера. Скельний гак для дрібних тріщин називається пелюстком.
Різновидом скельного гака є шлямбурний гак.

## Організація страховки за допомогою гаків
Скельний гак вбивається в тріщину скельним молотком або айсбайлем як можна міцніше, щоб утримати скелелаза у разі зриву.
При проходженні нових маршрутів альпініст, що йде першим, забиває в міру підйому гаки, вклацуючи в провушину карабін з мотузкою, яка страхує його. Зазвичай гаки забиваються через 5-10 м залежно від труднощі маршруту. Чим частіше забиваються гаки, тим надійніше страховка. Однак часте використання гаків уповільнює рух зв'язки.
Учасник зв'язки, що йде другим, організовує нижню страховку першого через карабіни, закріплені до провушин гаків. Піднявшись на всю довжину мотузки або до зручного місця (полиці), перший учасник організовує верхню страховку для нижнього учасника зв'язки, що піднімається по мотузці. У міру підйому другий учасник вибиває гаки, збираючи їх для організації страховки на наступній ділянці скельного маршруту.
Скельні гаки застосовуються для організації страховки в альпінізмі і скелелазінні давно. Поряд з ними почали застосовуватися закладки — спеціальні пристосування для організації страховки аналогічно гакам. Різниця полягає в тому, що їх не вбивають, а закладають в тріщини так, щоб вони у разі зриву заклинилися в тріщині і утримали учасника, що зірвався. Застосування закладок прискорює процес проходження скельного маршруту і не завдає шкоди скелям.

## Виготовлення скельних крюків
Скельні гаки традиційно виготовляються з сталі. Сталеві гаки при забиванні в скелю завдяки деформації добре тримають.
Поряд зі сталевими гаками використовуються гаки, що виготовляються з титанових сплавів, основним достоїнством яких є менша вага, що грає істотну роль при проходженні протяжних скельних маршрутів.